# Fatimata Dia Sow
Fatimata Dia Sow  (Senegal, 1967) es desde febrero de 2014 Comisaria de Asuntos Sociales y de Género de la CEDEAO donde sucedió a  Adrienne Diop.

## Formación académica
Fatimata se doctoró en Ciencias y Medicina Veterinaria (EISMV / Universidad de Cheikh Anta Diop) en 1992, es en 2001 se diplomó en Economía y Política Rural con distinción (Universidad de Louvain la Neuve / Bélgica)  y en 2010 se doctoró en  Economía Agrícola y de Género (Universidad de Wageningen / Holanda).
Posee un posgrado del Instituto de Estudios Sociales de La Haya en 2005

## Experiencia profesional
Ha ocupado cargos de responsabilidad en el Institut Sénégalais de Recherche Agricole (ISRA) 2002-2005
De 2002 a 2005 ha sido Secretaria Ejecutiva de la Asociación Senegalesa para el Liderazgo de la Mujer en la Agricultura y el Medio Ambiente (ASELFAE de AWLAE Red) 
Desde 2010 es miembro del equipo de trabajo del Programa de Naciones Unidas para el Desarrollo (PNUD), profesora y Directora del cursos sobre Género y Economía en el Instituto de Desarrollo Económico y Planificación de GEMPI-África (Gender and Economic Management Policy Initiative–Africa). 
Pertenece al Consejo Asesor Fundación Mujeres por África de la Fundación Mujeres por África,  a la Association Africaine pour le Leadership des Femmes dans l’Agriculture et l’Environnement (AWLAE-Net), l’IAFFE (Internationale Association For Feminist Economist), l’AGRODE et l’AWID (Association for  Women Rights in Development)

## Obra publicada
- Intrahousehold Resource. Allocation and Well-being: The Case of Rural Households in Senegal (Awlae)[3]